# Liste der denkmalgeschützten Objekte in Weiz
Die Liste der denkmalgeschützten Objekte in Weiz enthält die 32 denkmalgeschützten, unbeweglichen Objekte der österreichischen Stadtgemeinde Weiz im steirischen Bezirk Weiz.

## Denkmäler
| Foto |                 | Denkmal | Standort                                              | Beschreibung | Metadaten |
| ---- | --------------- | --- | ----------------------------------------------------- | --- | --- |
| ja   | Datei hochladen | Freifläche ehem. Wartehäuschen Büchel HERIS-ID: 85786seit 2023                                                | bei Rosenweg 10 Standort KG: Büchel                   | Freifläche eines nicht mehr vorhandenen Wartehäuschens der Feistritztalbahn | BDA-Hist.: Q119231456 Status: Bescheid Stand der BDA-Liste: 2025-06-30 Name: Freifläche ehem. Wartehäuschen Büchel GstNr.: .54 |
| ja   | Datei hochladen | Nöstlbach-Viadukt HERIS-ID: 85790seit 2023                                                                    | bei Nöstlstraße 24 Standort KG: Büchel, Nöstl         | Viadukt der Feistritztalbahn | BDA-Hist.: Q119231455 Status: Bescheid Stand der BDA-Liste: 2025-06-30 Name: Nöstlbach-Viadukt GstNr.: 508, 447 |
| ja   | Datei hochladen | Bahntrasse Feistritztalbahn HERIS-ID: 85776seit 2023                                                          | Standort KG: Büchel, Krottendorf, Nöstl, Weiz         | Die von Weiz nach Birkfeld verkehrende Schmalspurbahn wurde 1911 eröffnet. Sie verläuft in der Nähe von Weiz kurvenreich über einen Geländerücken, um bei Oberfeistritz ins Tal des gleichnamigen Flusses gelangen, dem sie, weit überwiegend auf der linken Seite, folgt. | BDA-Hist.: Q119367180 Status: Bescheid Stand der BDA-Liste: 2025-06-30 Name: Bahntrasse Feistritztalbahn GstNr.: 545/1, 545/3, 546, 2338, 2340, 2341/1, 2342, 654/5, 655/1, 847, 1167, 417/10, 545, 451, 891/1, 917/1, 917/2, 917/3, 917/4, 917/5, 917/6, 917/7, 1082/1, 1082/2, 505/2, .54, 506/1, 506/2, 507, 508, 767, 768, 445, 446/1, 446/2, 447, 383, 1098, 1334/1, 1335 |
| ja   | Datei hochladen | Bildstock HERIS-ID: 94437 Objekt-ID: 109591                                                                   | gegenüber Dorfstraße 7 Standort KG: Preding           | Der Bildstock mit zum Teil erneuerter Freskomalerei stammt etwa aus dem 1. Viertel des 18. Jahrhunderts, das Chronogramm ist nicht mehr lesbar. | BDA-Hist.: Q37764409 Status: § 2a Stand der BDA-Liste: 2025-06-30 Name: Bildstock GstNr.: 231/4 Bildstock (Preding, Dorfstraße) |
| ja   | Datei hochladen | Evang. Pfarrkirche A.B. HERIS-ID: 85705 Objekt-ID: 99921                                                      | Gustav-Adolf-Platz 1 Standort KG: Weiz                | Die Kirche wurde 1954–1957 von Sepp Schuster und Friedrich Lauber errichtet, sie ist mit dem Pfarrhaus unter einem gemeinsamen Schleppdach verbunden. | BDA-Hist.: Q38185707 Status: § 2a Stand der BDA-Liste: 2025-06-30 Name: Evang. Pfarrkirche A.B. GstNr.: .795, 1123/2 Evang. Pfarrkirche A.B. (Weiz) |
| ja   | Datei hochladen | Befestigungsanlagen (Tabormauern) HERIS-ID: 85646 Objekt-ID: 99860                                            | Hauptplatz Standort KG: Weiz                          | Von der spätgotischen Wehranlage aus dem 15. Jahrhundert sind Mauern an der westlichen und südlichen Seite des Hauptplatzes und ein Schalenturm in der Südwestecke erhalten. | BDA-Hist.: Q38185570 Status: § 2a Stand der BDA-Liste: 2025-06-30 Name: Befestigungsanlagen (Tabormauern) GstNr.: .91/2 Tabormauer (Weiz) |
| ja   | Datei hochladen | Mariensäule HERIS-ID: 85648 Objekt-ID: 99863                                                                  | gegenüber Hauptplatz 8 Standort KG: Weiz              | 1682 errichtete Mariensäule mit Figur der Immaculata von P. Resch aus 1904. 1862 verfügte der Färbermeister Alois Fuß eine Renovierung und Ergänzung mit dem Bild der Dreifaltigkeit. 1974 wurde das Denkmal wegen einer Umgestaltung des Hauptplatzes auf seinen heutigen Standort gebracht und wieder renoviert. Vorher stand die Säule am unteren Ende des Hauptplatzes. | BDA-Hist.: Q38185589 Status: § 2a Stand der BDA-Liste: 2025-06-30 Name: Mariensäule GstNr.: 1/1 Mariensäule Weiz |
| ja   | Datei hochladen | Peter Rosegger-Denkmal HERIS-ID: 85649 Objekt-ID: 99864                                                       | gegenüber Hauptplatz 1 Standort KG: Weiz              | | BDA-Hist.: Q38185599 Status: § 2a Stand der BDA-Liste: 2025-06-30 Name: Peter Rosegger-Denkmal GstNr.: 1/1 |
| ja   | Datei hochladen | Taborkirche (Benefiziatkirche) hl. Thomas von Canterbury HERIS-ID: 51961 Objekt-ID: 57810                     | Hauptplatz Standort KG: Weiz                          | Der Bau geht auf eine romanische Kapelle aus dem späten 12. Jahrhundert zurück, die um 1360 gotisch ausgebaut wurde. Im 16. Jahrhundert wurde um die Kirche ein Tabor gebaut, der Ende des 17. Jahrhunderts wieder abgerissen wurde, von dem aber noch Reste vorhanden sind. Ein weiterer Umbau erfolgte 1644. die Innenausstattung stammt größtenteils aus dem 18. Jahrhundert, der Aufbau des Hochaltars wird Veit Königer zugeschrieben, das Altarbild stammt von Joseph Adam von Mölk.                                                               | BDA-Hist.: Q2802636 Status: § 2a Stand der BDA-Liste: 2025-06-30 Name: Taborkirche (Benefiziatkirche) hl. Thomas von Canterbury GstNr.: .91/1 Taborkirche (Weiz) |
| ja   | Datei hochladen | Taborhaus und Stiegenanlage HERIS-ID: 85647 Objekt-ID: 99861                                                  | Hauptplatz 1 Standort KG: Weiz                        | Den oberen Abschluss des Hauptplatzes bildet um die Taborkirche ein Tabor, gebildet mit Wohngebäuden und einem Stiegenaufgang gegen die Ostseite. | BDA-Hist.: Q38185580 Status: § 2a Stand der BDA-Liste: 2025-06-30 Name: Taborhaus und Stiegenanlage GstNr.: .90, 1/1 |
| ja   | Datei hochladen | Rathaus HERIS-ID: 85651 Objekt-ID: 99866                                                                      | Hauptplatz 7 Standort KG: Weiz                        | Barockisierendes monumentales Gebäude mit Mittelrisalit und Mansarddach und Zopfstilelementen, 1909 erbaut. | BDA-Hist.: Q38185607 Status: § 2a Stand der BDA-Liste: 2025-06-30 Name: Rathaus GstNr.: 64/1 |
| ja   | Datei hochladen | Bürgerhaus HERIS-ID: 37526 Objekt-ID: 36706                                                                   | Hauptplatz 8 Standort KG: Weiz                        | Im Kern aus dem 17. Jahrhundert und schlichter Fassade aus dem 18. Jahrhundert. | BDA-Hist.: Q37976059 Status: Bescheid Stand der BDA-Liste: 2025-06-30 Name: Bürgerhaus GstNr.: .87 |
| ja   | Datei hochladen | Bürgerhaus HERIS-ID: 37527 Objekt-ID: 36707                                                                   | Hauptplatz 16 Standort KG: Weiz                       | Im Kern aus dem 16. Jahrhundert, stark rekonstruiert. | BDA-Hist.: Q37976069 Status: Bescheid Stand der BDA-Liste: 2025-06-30 Name: Bürgerhaus GstNr.: .111 |
| ja   | Datei hochladen | Bürgerhaus HERIS-ID: 37528 Objekt-ID: 36708                                                                   | Hauptplatz 17 Standort KG: Weiz                       | Renaissancehaus aus dem 16. Jahrhundert mit Polygonalerker und repräsentativem Portal. | BDA-Hist.: Q37976076 Status: Bescheid Stand der BDA-Liste: 2025-06-30 Name: Bürgerhaus GstNr.: .103 |
| ja   | Datei hochladen | Bildstock HERIS-ID: 85639 Objekt-ID: 99853                                                                    | gegenüber Hueberweg 19 Standort KG: Weiz              | | BDA-Hist.: Q38185545 Status: § 2a Stand der BDA-Liste: 2025-06-30 Name: Bildstock GstNr.: 1180/5 |
| ja   | Datei hochladen | Figurenbildstock hl. Johannes Nepomuk HERIS-ID: 85709 Objekt-ID: 99925                                        | bei Kapfensteinergasse 9 Standort KG: Weiz            | | BDA-Hist.: Q38185719 Status: § 2a Stand der BDA-Liste: 2025-06-30 Name: Figurenbildstock hl. Johannes Nepomuk GstNr.: 1242/7 |
| ja   | Datei hochladen | Sog. Schießstatt-Turm (oder Roter Turm) mit Mauer HERIS-ID: 85733 Objekt-ID: 99952                            | Kapruner-Generator-Straße 29a Standort KG: Weiz       | | BDA-Hist.: Q38185812 Status: § 2a Stand der BDA-Liste: 2025-06-30 Name: Sog. Schießstatt-Turm (oder Roter Turm) mit Mauer GstNr.: .41/1, 134/8 |
| ja   | Datei hochladen | Schulzentrum Offenburger Gasse HERIS-ID: 113896 Objekt-ID: 132282seit 2021                                    | Offenburger Gasse 17 Standort KG: Weiz                | Der Schulkomplex wurde 1964–1968 von Viktor Hufnagl erbaut. Er wird dem Stil des Brutalismus zugerechnet. Neben zwei eigentlichen Schulgebäuden (Sportmittelschule und Realgymnasium) besteht er noch aus einem Schulwarthaus und einem freistehenden Turnsaal. Der Bau des Realgymnasiums erfolgte allerdings in einer zweiten Bauphase zehn Jahre später (1976–1978). Anmerkung: Das Gebäude des Realgymnasiums ist erst seit 2021 geschützt, dabei wurde es mit den bisherigen Objekten zu einem zusammengefasst (siehe unter „Ehemalige Denkmäler“). | BDA-Hist.: Q105675417 Status: Bescheid Stand der BDA-Liste: 2025-06-30 Name: Schulzentrum Offenburger Gasse GstNr.: .988, .1019 Schulzentrum Offenburger Gasse, Weiz |
| ja   | Datei hochladen | Schloss Radmannsdorf HERIS-ID: 85731 Objekt-ID: 99950                                                         | Radmannsdorfgasse 22, 22a Standort KG: Weiz           | Das Schloss ist ein aus der Mitte des 16. Jahrhunderts stammender größerer Baukomplex, der aus einem dreistöckigen Hauptbau und mehreren turmartigen Seitentrakten besteht. Ein Anbau an der Ostseite des Hofes weist Renaissance-Pfeilerarkaden auf. Von der ehemaligen Wehrmauer sind noch Reste erhalten. Es fungiert nunmehr als Sitz des Bezirksgerichts. | BDA-Hist.: Q2243046 Status: Bescheid Stand der BDA-Liste: 2025-06-30 Name: Schloss Radmannsdorf GstNr.: 133 |
| ja   | Datei hochladen | Sog. Weißer Turm HERIS-ID: 85732 Objekt-ID: 99951                                                             | Radmannsdorfgasse 26 Standort KG: Weiz                | | BDA-Hist.: Q38185801 Status: § 2a Stand der BDA-Liste: 2025-06-30 Name: Sog. Weißer Turm GstNr.: .1/3 |
| ja   | Datei hochladen | Kulturhaus Weberhaus HERIS-ID: 51960 Objekt-ID: 57809                                                         | Südtiroler Platz 1 Standort KG: Weiz                  | Das Bürgerhaus aus dem 18. Jahrhundert mit Portal aus der Zeit um 1800 war das Geburtshaus von Kurt Weber und fungiert nun als Veranstaltungszentrum. | BDA-Hist.: Q2553481 Status: § 2a Stand der BDA-Liste: 2025-06-30 Name: Kulturhaus Weberhaus GstNr.: .52/1 |
| ja   | Datei hochladen | Basilika am Weizberg / Kath. Pfarrkirche Schmerzhafte Maria auf dem Weizberg HERIS-ID: 51964 Objekt-ID: 57813 | bei Weizberg 17 Standort KG: Weiz                     | Die Kirche wurde Mitte des 18. Jahrhunderts von Josef Hueber erbaut und ersetzte einen mittelalterlichen Vorgängerbau. Es ist ein einschiffiger Bau mit markanter Doppelturmfassade und Rundapsis. Die Fresken stammen von Joseph Adam von Mölk, der Hochaltar von Veit Königer, beides aus dem 1770er-Jahren. | BDA-Hist.: Q2556724 Status: § 2a Stand der BDA-Liste: 2025-06-30 Name: Basilika am Weizberg / Kath. Pfarrkirche Schmerzhafte Maria auf dem Weizberg GstNr.: .159 Weizbergkirche |
| ja   | Datei hochladen | Treppenanlagen mit integr. Figurenbildstöcken HERIS-ID: 85626 Objekt-ID: 99839                                | bei Weizberg 17 Standort KG: Weiz                     | Die wirkungsvolle doppelarmige Freitreppe mit Steinbandgeländer wurde 1756 nach einem Entwurf von Josef Hueber angelegt. Integriert sind die Figuren Florian und Donatus sowie ein Steinrelief mit der Ansicht der alten Kirche und der Ansicht vom Schloss Thannhausen. | BDA-Hist.: Q38185476 Status: § 2a Stand der BDA-Liste: 2025-06-30 Name: Treppenanlagen mit integr. Figurenbildstöcken GstNr.: 1188, 1175, 1180/5, 1189, 1220/1 Weizbergkirche |
| ja   | Datei hochladen | Figurenbildstock hl. Johannes Nepomuk HERIS-ID: 85627 Objekt-ID: 99840                                        | bei Weizberg 17 Standort KG: Weiz                     | Am östlichen Seitenaufgang zur Weizbergkirche steht die Figur Johannes Nepomuk, 1734 geschaffen vom Bildhauer Philipp Jakob Straub. | BDA-Hist.: Q38185489 Status: § 2a Stand der BDA-Liste: 2025-06-30 Name: Figurenbildstock hl. Johannes Nepomuk GstNr.: 1188 Weizbergkirche |
| ja   | Datei hochladen | Brunnen HERIS-ID: 85628 Objekt-ID: 99842                                                                      | bei Weizberg 17 Standort KG: Weiz                     | | BDA-Hist.: Q38185500 Status: § 2a Stand der BDA-Liste: 2025-06-30 Name: Brunnen GstNr.: 1188 Weizbergkirche |
| ja   | Datei hochladen | Kriegerdenkmal HERIS-ID: 85629 Objekt-ID: 99843                                                               | bei Weizberg 9 Standort KG: Weiz                      | | BDA-Hist.: Q38185510 Status: § 2a Stand der BDA-Liste: 2025-06-30 Name: Kriegerdenkmal GstNr.: 1188 Kriegerdenkmal (Weizberg) |
| ja   | Datei hochladen | Dechanthof mit ehem. Wirtschaftsgebäuden und Brunnen HERIS-ID: 51963 Objekt-ID: 57812                         | Weizberg 10, 13, 17 Standort KG: Weiz                 | Die Dechantei hinter der Kirche ist ein weitläufiges Gebäude mit Pfeilerarkaden im Hof. Sie stammt aus dem 3. Viertel des 18. Jahrhunderts. | BDA-Hist.: Q38048254 Status: § 2a Stand der BDA-Liste: 2025-06-30 Name: Dechanthof mit ehem. Wirtschaftsgebäuden und Brunnen GstNr.: .160/1, .160/2 Weizbergkirche |
| ja   | Datei hochladen | Fluchtburg Weizberg HERIS-ID: 94853 Objekt-ID: 110033                                                         | Weizberg Standort KG: Weiz                            | | BDA-Hist.: Q37765203 Status: § 2a Stand der BDA-Liste: 2025-06-30 Name: Fluchtburg Weizberg GstNr.: 1175 Weizbergkirche |
| ja   | Datei hochladen | Aufbahrungshalle HERIS-ID: 85632 Objekt-ID: 99846                                                             | Weizbergstraße 35 Standort KG: Weiz                   | Die Aufbahrungshalle wurde von August Kremnitzer entworfen und 1979/80 erbaut. Es ist ein oktogonaler Bau mit zentralem Oberlicht, im Inneren gibt es eine halbseitig umlaufende Galerie. | BDA-Hist.: Q38185536 Status: § 2a Stand der BDA-Liste: 2025-06-30 Name: Aufbahrungshalle GstNr.: 1185/1 Weizbergkirche |
| ja   | Datei hochladen | Kegelbahn mit Turmbau HERIS-ID: 85630 Objekt-ID: 99844                                                        | bei Weizberg 5, unter Weizberg 5, 9 Standort KG: Weiz | | BDA-Hist.: Q38185520 Status: § 2a Stand der BDA-Liste: 2025-06-30 Name: Kegelbahn mit Turmbau GstNr.: .158/2 Weizbergkirche |
| ja   | Datei hochladen | Kreuzweg HERIS-ID: 85631 Objekt-ID: 99845                                                                     | Weizberg Standort KG: Weiz                            | | BDA-Hist.: Q38185526 Status: § 2a Stand der BDA-Liste: 2025-06-30 Name: Kreuzweg GstNr.: 1220/1, 1180/1, 1180/3, 1180/5 Weizbergkirche |
| ja   | Datei hochladen | Wegscheid-Kapelle HERIS-ID: 85644 Objekt-ID: 99858                                                            | bei Birkfelderstraße 2 Standort KG: Weiz              | Die Wegscheid-Kapelle am Aufgang zur Weizbergkirche, bezeichnet mit 1738, hat einen Kleeblattgrundriss. | BDA-Hist.: Q38185556 Status: § 2a Stand der BDA-Liste: 2025-06-30 Name: Wegscheid-Kapelle GstNr.: .154/4 |

## Ehemalige Denkmäler
| Foto |                 | Denkmal                                                | Standort                               | Beschreibung | Metadaten |
| ---- | --------------- | ------------------------------------------------------ | -------------------------------------- | --- | --- |
| ja   | Datei hochladen | Turnsaal HERIS-ID: 85728 Objekt-ID: 99947bis 2020      | Offenburger Gasse Standort KG: Weiz    | Das Gebäude ist ein Teil des 1964–1968 von Viktor Hufnagl erbauten Schulkomplexes, der zum Stil des Brutalismus gerechnet wird. Anmerkung: kein Abgang, sondern andere Fassung des Schutzobjekts, jetzt unter Schulzentrum Offenburger Gasse geschützt.      | BDA-Hist.: Q38185773 Status: § 2a Stand der BDA-Liste: 2020-02-29 Name: Turnsaal GstNr.: .988 Schulzentrum Offenburger Gasse, Weiz      |
| ja   | Datei hochladen | Schulwarthaus HERIS-ID: 85727 Objekt-ID: 99946bis 2020 | Offenburger Gasse 19 Standort KG: Weiz | Das Gebäude ist ein Teil des 1964–1968 von Viktor Hufnagl erbauten Schulkomplexes, der zum Stil des Brutalismus gerechnet wird. Anmerkung: kein Abgang, sondern andere Fassung des Schutzobjekts, jetzt unter Schulzentrum Offenburger Gasse geschützt.      | BDA-Hist.: Q38185759 Status: § 2a Stand der BDA-Liste: 2020-02-29 Name: Schulwarthaus GstNr.: .988 Schulzentrum Offenburger Gasse, Weiz |
| ja   | Datei hochladen | Hauptschule HERIS-ID: 85726 Objekt-ID: 99943bis 2020   | Offenburger Gasse 17 Standort KG: Weiz | Das Gebäude ist der Hauptteil des 1964–1968 von Viktor Hufnagl erbauten Schulkomplexes, der zum Stil des Brutalismus gerechnet wird. Anmerkung: kein Abgang, sondern andere Fassung des Schutzobjekts, jetzt unter Schulzentrum Offenburger Gasse geschützt. | BDA-Hist.: Q38185749 Status: § 2a Stand der BDA-Liste: 2020-02-29 Name: Hauptschule GstNr.: .988 Schulzentrum Offenburger Gasse, Weiz   |